# Batu (Sprache)
Die Sprache Batu (ISO 639-3: btu) ist eine tivoide Sprache aus der Sprachgruppe der bantoiden Sprachen, die von insgesamt 25.000 Personen in mehreren Orten im nigerianischen Bundesstaat Taraba im Lokalen Regierungsareal Sardauna gesprochen wird.
Das Batu hat drei Dialekte, diese sind amanda-afi, angwe und kamino. Die Sprache zählt zur Sprachfamilie der Niger-Kongo-Sprachen und ist mit dem Tiv verwandt.